# 11 Hoyt
L'11 Hoyt è un grattacielo situato nel quartiere di Brooklyn a New York.

## Caratteristiche
La costruzione iniziata nel 2017 ed è stata completata nel 2021, con i suoi 191 metri è diventato il secondo grattacielo più alto di Brooklyn dopo il Brooklyn Point. Appaltato dalla Tishman Speyer, esternamente ha un design molto simile a quello della Beekman Tower.